# Corno di Baitone
Corno di Baitone – szczyt w masywie Masyw Adamello-Presanella. Leży w północnych Włoszech, w prowincji Brescia w Lombardii.